# 월트 돈
월트 돈(Walter Dohrn, 1970년 12월 5일 ~ )은 미국의 작가, 영화 감독, 애니메이터, 성우이다.

## 출연 작품
- 트롤
- 보스 베이비 - 사진 작가 역 (목소리)
- 트롤: 월드 투어 - 스미지 / 클라우드 가이 / 페피 왕 역 (목소리) (감독, 조연)